# Gustav Jarl
Gustav Alexander Jarl, född 28 maj 1995 i Helsingborg, är en svensk fotbollsspelare som spelar för IK Viljan.

## Karriär
Jarl föddes i Helsingborg och är uppväxt i Höganäs. Han började spela fotboll som sjuåring i Höganäs United, vilket var Höganäs BK:s, IFK Höganäs och Lerbergets IF:s gemensamma ungdomslag. 
Han gick 2008 till Helsingborgs IF. Jarl tilldelades utmärkelsen "årets ungdomsspelare" 2011 av Skånes Fotbollförbund. I juni 2013 flyttades han upp i A-laget. Han gjorde sin allsvenska debut den 8 juli 2013 mot IFK Göteborg. Matchen slutade 1–1 och Jarl byttes in i den 92:a minuten mot Mattias Lindström. I augusti 2014 lånades han ut resten av säsongen till Assyriska FF.
I juli 2015 lånades Jarl ut till AFC United för resten av säsongen. Jarl meddelade samtidigt att han efter säsongen lämnade Helsingborgs IF då hans kontrakt gick ut. I januari 2016 skrev han på ett ettårskontrakt med Assyriska FF.
I december 2016 värvades Jarl av AFC Eskilstuna, där han skrev på ett treårskontrakt. I september 2020 lämnade Jarl klubben. Inför säsongen 2022 gick han till division 2-klubben IFK Eskilstuna. Inför säsongen 2024 gick Jarl till division 3-klubben IK Viljan.